# Semiothisa juvenilis
Semiothisa juvenilis là một loài bướm đêm trong họ Geometridae.